# Rozprawa administracyjna
Rozprawa administracyjna – jedna z form postępowania wyjaśniającego w postępowaniu administracyjnym.

## Czynności przed rozprawą
Przygotowanie rozprawy administracyjnej obejmuje kilka etapów. Na co najmniej tydzień przed rozprawą doręcza się wezwanie na rozprawę (może to być forma listowna, telefaksem, itd.). Zawsze jest to jednak forma pisemna. Organ administracji publicznej wzywa strony, aby złożyły: wyjaśnienia, dokumenty oraz inne dowody i stawiły się na rozprawę osobiście, albo żeby były reprezentowane przez swoich przedstawicieli lub pełnomocników. Na rozprawę wzywa się także: świadków, biegłych, państwowe i samorządowe jednostki organizacyjne a nawet organizacje. Mogą także w rozprawie wziąć udział inne strony, nieznane organowi administracji publicznej, jeżeli brały one udział w danej sprawie, której dotyczy rozprawa.

## Przebieg rozprawy
W części wstępnej rozprawy sprawdza się, czy wszystkie wezwane strony należycie się stawiły i czy nie ma podstaw do odroczenia rozprawy.
W części właściwej rozprawy następuje postępowanie dowodowe, w trakcie którego następuje: składanie wyjaśnień przez strony, przedstawianie żądań, propozycji i zarzutów, przedstawianie dowodów na ich poparcie oraz możliwość wypowiadania się na temat wyników postępowania dowodowego.

## Upoważnieni do kierowania rozprawą i ich funkcje
Do kierowania rozprawą upoważniony jest urzędnik organu administracji; zaś w przypadku organu kolegialnego do kierowania rozprawą upoważniony jest przewodniczący organu kolegialnego bądź członek tego organu.
Pracownik, który kieruje rozprawą:
- zapewnia prawidłowość przebiegu czynności procesowych
- zapobiega przewlekłości postępowania
- konfrontuje dowody
- ujawnia dowody wniesione na piśmie przez ich odczytanie
- odpowiada za prawidłowość sporządzonego w toku rozprawy protokołu
- może uchylać pytania zadawane świadkom, stronom i biegłym, gdy te pytania nie mają istotnego znaczenia dla sprawy. Na żądanie strony powinien zamieścić w protokole z rozprawy osnowę uchylonego pytania
- jeżeli sprawa ma charakter sporny, kierujący rozprawą może nakłaniać strony do zawarcia ugody
- może ostrzegać strony o usunięciu z miejsca rozprawy w przypadku niewłaściwego zachowania i ostatecznie usunąć z miejsca rozprawy jej uczestników za niewłaściwe zachowanie, a także ukarać ich za to grzywną do 100 złotych
- jeżeli strony stawią się nieprawidłowo na rozprawę, bądź z ważnych powodów nie mogą się stawić na rozprawę, kierujący rozprawą ma obowiązek odroczyć rozprawę.